# Parasinilabeo maculatus
Parasinilabeo maculatus är en fiskart som beskrevs av Zhang 2000. Parasinilabeo maculatus ingår i släktet Parasinilabeo och familjen karpfiskar. Inga underarter finns listade i Catalogue of Life.